# Vitalij Aab
Vitalij Aab (* 14. November 1979 in Qaraghandy, Kasachische SSR) ist ein ehemaliger deutscher Eishockeyspieler kasachstandeutscher Herkunft. Er bestritt in seiner Profikarriere rund 1.200 Spiele, darunter 635 Partien in der DEL und 24 Länderspiele für die deutsche Nationalmannschaft.

## Karriere
Nach seiner Zeit in der Nachwuchsabteilung gab der Center mit 17 Jahren sein Debüt im Profi-Team des EC Wilhelmshaven in der damals zweitklassigen 1. Liga Nord. Schon in der ersten Spielzeit gelangen dem Rechtsschützen 28 Punkte.
Vier Jahre später wechselte der gebürtige Kasache in die Deutsche Eishockey Liga, wo er zunächst drei Jahre lang für die Nürnberg Ice Tigers auflief. In dieser Zeit zeigte der Angreifer so gute Leistungen, dass ihn der damalige Bundestrainer Hans Zach in die deutsche Eishockeynationalmannschaft berief.
Nach der Saison 2004/05 bei den Adlern Mannheim, bei denen Aab trotz 24 Punkten in 48 Spielen am Ende der Spielzeit kaum noch Eiszeit erhielt, wechselte er zu den Iserlohn Roosters. Dort war er am Ende der Spielzeit 2005/06 der beste deutsche Torschütze.
Schon früh gaben die Hamburg Freezers vor der Saison 2006/07 die Verpflichtung des Stürmers bekannt. Zur Saison 2010/11 kehrte Aab schließlich nach Nürnberg zurück. Er blieb dem Club weitere drei Spielzeiten erhalten und war bei seinem Abschied 2014 mit 287 Hauptrunden-Spielen im Ice-Tigers-Trikot der Spieler mit den sechstmeisten Partien für Nürnberg in der DEL.
Anschließend wechselte er zu Saryarka Karaganda in seine Geburtsstadt, wo er in der Saison 2013/14 die Meisterschaft in der WysHL feiern konnte.
Aab kehrte nach Deutschland zurück und spielte zwischen 2014 und 2017 für den EC Bad Nauheim in der DEL2. Nachdem er in der ersten Saison mit 69 Punkten in 58 Spielen als erfolgreichster Scorer maßgeblich zum Klassenerhalt der „Roten Teufel“ beitrug, sank seine Scoring-Quote in den folgenden beiden Spielzeiten deutlich.
Ab der Saison 2017/2018 spielt Aab für den Höchstadter EC, zunächst in der Bayernliga, nach dem Aufstieg 2018 auch in der Oberliga. 2021 beendete er schließlich seine Karriere.
Im Sommer spielte Aab, um sich fit zu halten, regelmäßig Inlinehockey.

## Erfolge und Auszeichnungen
- Bronzemedaille bei der Inline-Hockey-WM 2003 in Nürnberg
- Aufstieg in die 2. Eishockey-Bundesliga zur Saison 1999/2000 mit dem EC Wilhelmshaven
- 2002: Teilnahme am DEL All-Star Game
- 2003: Teilnahme am DEL All-Star Game
- 2014: Meister der WysHL mit Saryarka Karaganda
- 2018: Meister der Bayernliga mit dem Höchstadter EC

## Karrierestatistik
(Legende zur Spielerstatistik: Sp oder GP = absolvierte Spiele; T oder G = erzielte Tore; V oder A = erzielte Assists; Pkt oder Pts = erzielte Scorerpunkte; SM oder PIM = erhaltene Strafminuten; +/− = Plus/Minus-Bilanz; PP = erzielte Überzahltore; SH = erzielte Unterzahltore; GW = erzielte Siegtore; 1 Play-downs/Relegation; Kursiv: Statistik nicht vollständig)